# Saifedine Alekma
Saifedine Alekma (Freyming-Merlebach, 19 ottobre 1994) è un lottatore francese, specializzato nella lotta libera e nella lotta sulla spiaggia.

## Biografia
Ai Giochi del Mediterraneo sulla spiaggia di Patrasso 2019 si è classificato al quarto posto in classifica nei 90 chilogrammi, perdendo la finale per la medaglia di bronzo contro Carmelo Lumia.
Si è laureato vicecampione continentale agli europei di Varsavia 2021, dove è rimasto sconfitto in finale dallo slovacco Achsarbek Gulajev.

## Palmarès
| Anno | Manifestazione                         | Sede     | Evento | Risultato | Note |
| ---- | -------------------------------------- | -------- | ------ | --------- | ---- |
| 2016 | Europei U23                            | Ruse     | 86 kg  | 11º       |      |
| 2017 | Mondiali                               | Parigi   | 86 kg  | 25º       |      |
| 2020 | Giochi del Mediterraneo sulla spiaggia | Patrasso | 90 kg  | 4º        |      |
| 2020 | Europei                                | Roma     | 79 kg  | 17º       |      |
| 2021 | Europei                                | Varsavia | 79 kg  | Argento   |      |
| 2021 | Mondiali                               | Oslo     | 79 kg  | 11º       |      |